# Horrorpunk
Horrorpunk (auch Horror Punk) bezeichnet ein Musikgenre, das im engeren Sinne musikalisch aus einer Kombination von Hardcorepunk und Death-Rock mit dem Klangbild des Rockabilly der 1950er sowie dem Surf Rock der frühen 1960er Jahre besteht. Thematisch und ästhetisch ist das Genre im Horror verwurzelt. Als prägende und einflussreiche Band trugen die Misfits Ende der 1970er, Anfang der 1980er Jahre wesentlich zur Entstehung des Genres bei. Größere und anhaltende Popularität erreichte es indes erst ab Mitte der 1990er.
Die Bezeichnung selbst ist seit den 1980er-Jahren verbreitet und wird u. a. 1985 im Schweizer Fanzine Apocalypse Now im Zusammenhang mit der zweiteiligen Kompilation „Hell Comes to Your House“ und der kalifornischen Horror-Punk-Szene um Bands wie 45 Grave erwähnt.

## Ursprünge
Auf ihrem Debüt-Album „Ramones“ der Ramones von 1976 finden sich zwei Songs mit deutlichem Horror-Bezug: I Don't Wanna Go Down to the Basement und Chainsaw – letzterer bezieht sich explizit auf Tobe Hoopers Horror-Klassiker The Texas Chainsaw Massacre. Bezüge zu Horrorfilmen finden sich auch in späteren Ramones-Songs. Auch die 1976 gegründeten The Damned zeigten sich vom Horror beeinflusst, was sowohl in den Texten als auch im Auftreten der Bandmitglieder Ausdruck fand.
Ab 1977 begannen die aus New Jersey stammenden Misfits, den schnelleren und aggressiveren Hardcorepunk mit Elementen älterer Musikrichtungen zu kombinieren. So fanden Elemente des Rockabilly Einzug in das Klangbild der Band, ebenso wie Singalong und Doo Wop den Gesang der Gruppe, insbesondere von Sänger Glenn Danzig prägten. Etwa zeitgleich entstanden die Cramps, die von New York aus agierten. Auch deren Musikstil verschmolz verschiedene Klangbilder der 1950er und 1960er mit Punkrock und Garagerock zu einem eigenen Stil. Beiden Gruppen gemein war die ironische thematische und visuelle Ausrichtung an B-Movies, Horrortrash und Pulp-Magazinen.
B-Movie- und Horrorthematik waren allerdings kein Alleinstellungsmerkmal der Punkszene der US-amerikanischen Ostküste. An der Westküste entstand zu jener Zeit der Death-Rock, der sich aus dem Post-Punk speiste und parallel zum britischen Gothic Punk entwickelte. Im Gegensatz zu diesem war der Death-Rock jedoch stark vom Hard Rock geprägt. Dieses Genre entwickelte sich ab Anfang der 1980er in verschiedene Richtungen. Während manche Bands wie Christian Death allmählich das Genre weiter entwickelten, als Gegenpol zum britischen Gothic Punk, verblieben andere wie 45 Grave im Punkrock verwurzelt, setzten dabei aber nun verstärkt auf Halloween- und Gruselästhetik und ironische Horrorthematik und Trash in den Texten.
Alte Universal-Monsterfilme mit Boris Karloff oder Bela Lugosi und generell die Ästhetik des Horrortrash spielten visuell wie textlich eine große Rolle bei diesen Horrorpunk-Wegbereitern und setzte sie zum Gegenpol zum Gothic Punk: „Trash statt Romantik, Leder statt Samt“ Strittig ist, ob das 1962 von Boris-Karloff-Imitator Bobby Pickett und Leonard Capizzi geschriebene Lied „Monster Mash“ (Bobby Pickett and the Crypt-Kickers) als Vorläufer des Horrorpunk gesehen werden kann. Stilistische Überschneidungen existieren fraglos. Hinzu kommt, dass eine ganze Reihe von Horrorpunkbands dieses Stück coverten. Sowohl die diversen Coverversionen als auch das 1962er Original erfreuen sich großer Beliebtheit. Offensichtlich sind auch Parallelen zu Screaming Lord Sutch, der etwa mit Liedern wie Jack the Ripper (1963), Dracula's Daughter (1964) oder Murder in the Graveyard früh den zeitgenössischen Pop und Rock ’n’ Roll thematisch und visuell mit Horrorthematik verband, sowie bei Balladen zu sogenannten „Teenage Tragedy Songs“.

## Weiterentwicklung

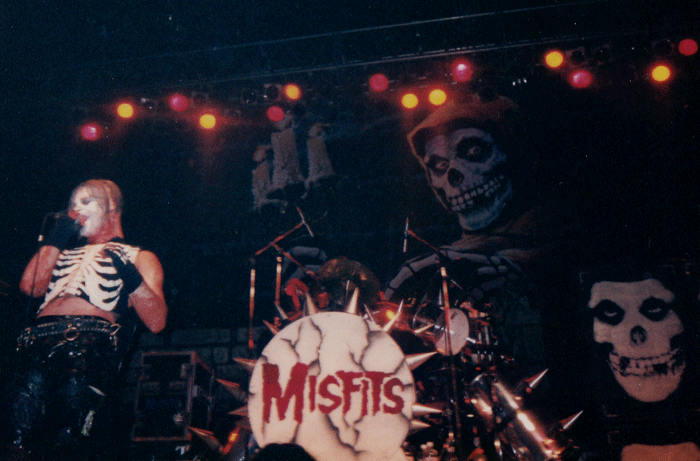
Misfits (1998)

Nach der Auflösung der Misfits als wesentlicher Begründer des Horrorpunk „ruhte“ das Genre ab Mitte der 1980er Jahre scheinbar für Jahre. Ausnahmen bildeten die seit 1988 aktive kanadische Formation Forbidden Dimension, die unter Genrefans heute ähnlich verehrt wird wie die Misfits, sowie die bereits ab 1983 aktiven Groovie Ghoulies, wobei beide erst später an Popularität gewannen.
Die Neugründung der Misfits 1995 versetzte dem Genre neue Impulse. Zugute kam den Misfits dabei ihre Erhebung zur Kultband und eine erst nach der Auflösung ansteigende Bekanntheit, die die eigentliche Bedeutung der Gruppe bis 1983 weit überstieg. Paul Doyle Caiafa, langjähriger Gitarrist bei den Misfits, äußerte sich dazu 2009: „In den alten Zeiten spielten wir Konzerte vor 50 Leuten, maximal 100. Die Misfits waren lange nicht so groß, wie heute jeder denkt. Wir spielten überhaupt gerade mal ungefähr 60 Gigs. Klar, wir haben immer alles gegeben, und mit der Zeit wurden wir bekannter. Aber bevor mehr passierte, lösten wir uns 1983 auf. Als wir dann 1996 zurück kamen, war uns gar nicht bewusst, dass die Misfits so legendär geworden waren.“
Erst ab Mitte bis Ende der 1990er Jahre steigerte sich die Popularität des Horrorpunk rasch. Zahlreiche Bandneugründungen, insbesondere in den USA, orientieren sich stark an den Misfits. Wilms stellte in Deutschland ab 1999 reges Interesse fest, das durch die Gründung des Horrorpunk-Labels Fiendforce Records 2003 weiteren Zulauf erhielt, welches das Genre etablierte. Dieses veröffentlichte zwei Kompilationen unter dem Titel „This is Horrorpunk“, die besonders in Deutschland zur Popularität des Genres beitrugen. In der Tat entwickelte sich Deutschland, neben dem Herkunftsland USA, ab 2000 zu einem Zentrum des Horrorpunk. Thorsten Wilms, Sänger und Frontmann der deutschen Musikgruppe The Other, bezeichnete Deutschland als „Mekka der Horrorszene“. Obwohl die meisten Bands aus den USA kämen, liege die größte Fanbasis hier. Als Gründe nennt er eine lange Horrortradition in Deutschland, zum Beispiel mit dem Schauerroman im 18. Jahrhundert oder dem expressionistischen Horrorstummfilm der 1920er Jahre, und generell die deutsche Vorliebe für morbide Kunst. Ähnlich äußerte sich Argyle Goolsby, Sänger und Bassist bei Blitzkid, dem damaligen Hauptvertreter des Genres in den USA, in einem Gespräch beim österreichischen Musikmagazin Mulatschag. Doch trotz dieser Hochkonjunktur des Genres in Deutschland und Europa bis 2010, die freilich im Underground blieb, versiegte diese danach wieder zu großen Teilen. Viele europäische Bands lösten sich auf, sind inaktiv oder wandten sich anderen Richtungen zu, das Label Fiend Force schloss 2014 seine Pforten. Sänger Lon, von der deutschen Band The Fright rechtfertigte den musikalischen Wandel vom Horrorpunk in Richtung Sleaze mit verändertem Geschmack und weiteren Ambitionen. Auch Thorsten Wilms von The Other, der populärsten deutschen Musikgruppe des Genres, erläutert den Wandel des Klangbildes der Band in Richtung Metal: „Man kann nicht auf sechs Alben genau wie die Misfits klingen und erwarten, dass die Leute sich nicht langweilen. Trotzdem sehe ich uns als Horror-Punk-Band in dem Sinne, dass das Genre eh unterschiedliche Bands verbunden hatte.“. Seit 2017 findet zudem das „New Year’s Horror – Das Kieler Horrorpunk Fest“ statt. Das Festival mit vor allem deutschen Bands, erreichte im Januar 2020 seine vierte Auflage.

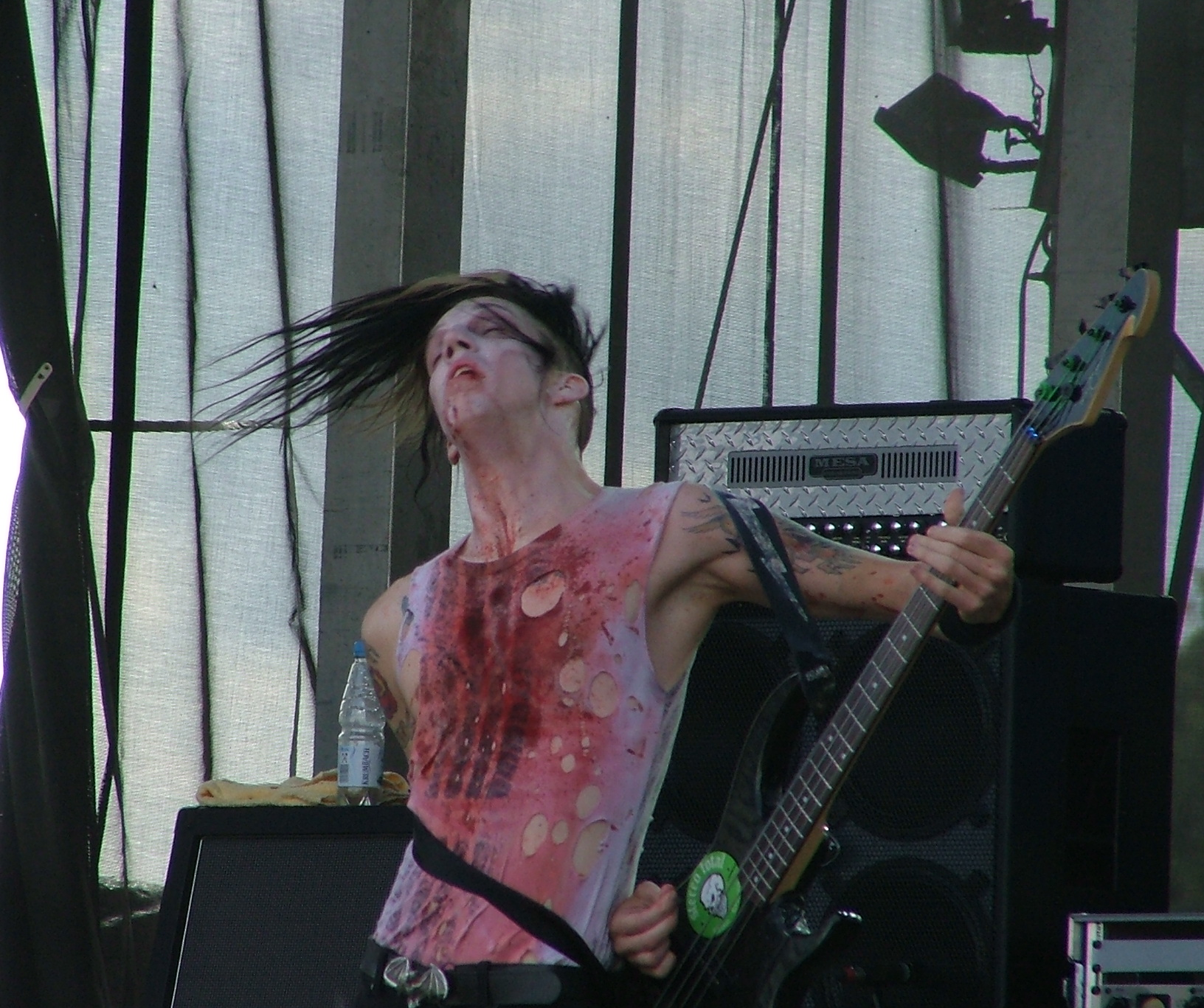
Blitzkid (2007)

Nachhaltig festsetzen konnte sich das Genre dagegen in den USA, wo sich eine rege Horrorpunkszene, eigene Festivals und Plattenlabel sowie viele Bands etablieren konnten.
Gerade die 1997 gegründete Band Blitzkid wandelte sich von einer anfangs noch stark Misfits-inspirierten Gruppe zur populärsten Band des Genres mit eigenem Stil und prägte nachfolgende, junge Bands so sehr, wie frühere von den Misfits geprägt wurden
Argyle Goolsby äußerte sich zum Zustand der Szene in den USA: „Ich betrachte es positiv, dass sich Leute von unserer Musik und der anderer Horrorpunkbands inspirieren lassen. Das freut mich sehr; viele solcher Musiker habe ich bereits getroffen, und so weiß ich, dass sie sehr aufrichtig sind. Und wir selbst waren natürlich auch nicht diejenigen, die Horror Rock erfunden haben. Wir kamen nach den Misfits und andere werden nach uns kommen. Momentan ist es aber wirklich eine richtige Welle, ich würde schon sagen, ein Tsunami. Noch nie war Horror-beeinflusste Musik so beliebt.“ Dies bestätigt auch Wilms 2015: „Gerade aus den USA kommen derzeit zahlreiche Horror-Punk-Bands, gefühlt so viele wie noch nie, und ein paar versuchen auch, nicht wie eine Misfits-Coverband zu klingen. Find ich gut! So hat das Genre eine Zukunft, auch wenn es derzeit eine kleine Durststrecke durchmacht.“

## Horrorpunk, Horror Rock und Horrorbilly
Genaue Abgrenzungsmerkmale des Genres sind schwierig zu definieren. Viele Überschneidungen existieren zum Psychobilly. Dieser entstand etwa zeitgleich, als Folge des Rockabilly-Revivals, vor allem in England, geprägt durch Bands wie die Meteors oder die Stray Cats wie auch die Cramps. Wie der Horrorpunk verbindet dieser klassischen Rockabilly mit der schnellen und aggressiven Spielweise des Punkrock, wobei sich die Gewichtung unterscheidet, und verbindet diese Musik mit Horrorthematik. Der Kontrabass, gespielt mit Slaptechnik, war im Horrorpunk nicht üblich und stellte lange ein Abgrenzungsmerkmal dar. Viele jüngere Gruppen sprengen allerdings Genregrenzen und sehen sich in beiden verwurzelt. Daher hat sich bei Bands wie den Bloodsucking Zombies from Outer Space, den Koffin Kats, Rezurex, Kitty in a Casket oder The Creepshow mittlerweile die Mischbezeichnung Horrorbilly eingebürgert.

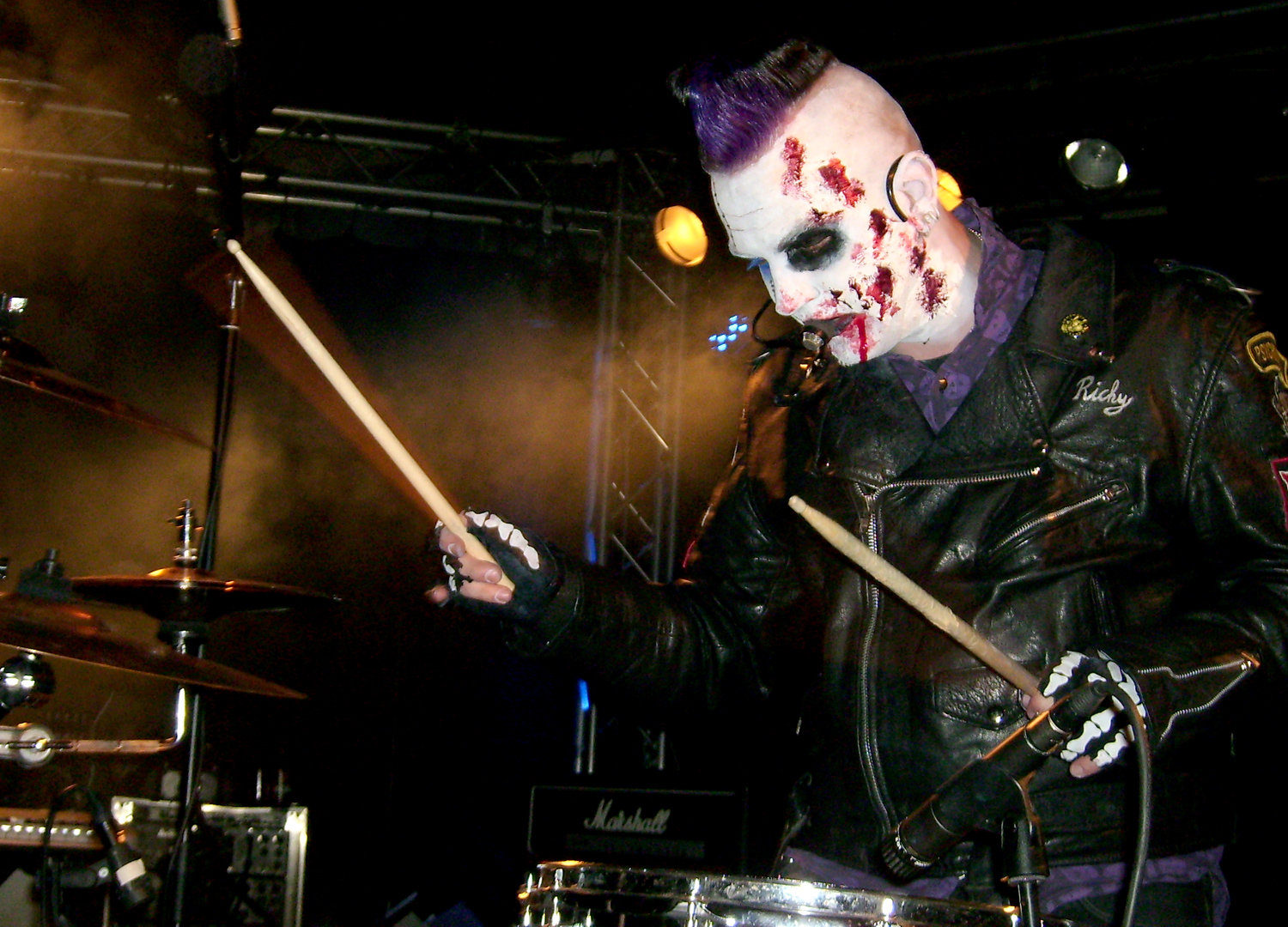
Die Bloodsucking Zombies from Outer Space (2009)

Wie eingangs erwähnt, bietet Horrorpunk im engeren Sinne eine Mischung aus Punkrock und dem Klangbild der 1950er oder frühen 1960er Jahre, mit meist melodischem Klargesang. Melodiösität, mangelnde Rauheit, sowie die Verwendung von sog. nichtlexikalischem Gesang gelten dabei als genretypisch. Doch gibt es Bands, die zwar Horrorthematik nutzen und dem Punkrock zuzuordnen sind, aber keine Rockabilly- oder Doo-Wop-Elemente nutzen. Andere nutzen eher Metalelemente und bewegen sich in einer gewissen Grauzone. Ein Beispiel dafür, und oft dem Genre zugeordnet, sind die Bands Wednesday 13 und die Murderdolls. Zwar mit Horrorthematik und Schwarzem Humor, musikalisch aber, neben Punkrock, deutlich durch Glam Metal und Sleaze beeinflusst. Auch unterscheiden sich die Alben teils deutlich voneinander. Angemerkt sei, dass Frontmann Joseph Poole, alias Wednesday 13, niemals die Bezeichnung Horrorpunk nutzte, und anfügte, bis zur Auflösung der Band Frankenstein Drag Queens from Planet 13 2004 den Begriff nicht gekannt zu haben.
So bestehen bei vielen Bands also fließende Übergänge zu anderen Musikrichtungen und Subkulturen, weshalb manche Gothabilly-, Psychobilly- und moderne Death-Rock-Gruppen, aufgrund ihrer Horrorthematik und enger Verwandtschaft zum Punkrock, häufig ebenfalls unter dem Begriff gehandelt werden.

## Thematische Inhalte
Einen großen Einfluss auf die Szene und die Texte der Musikstücke haben Horror-B-Movies und deren Vertreter, beispielsweise Ed Wood. Hauptsächliche Basis bildet die Zeit der „Mashed Potatoes“, billig produzierter Horrorfilme, so etwa der Hammer Filmstudios mit Titeln wie „Dracula und seine Bräute“ und „Dracula vs. Frankenstein“, bei denen es einzig darum ging, möglichst viele der „prominenten“ Monstergestalten gleichzeitig zu zeigen und mit einem solchen Aufgebot das Publikum ins Kino zu locken. Die Texte behandeln vor allem entsprechende Themen, wie klassische Filmmonster, Vampire, Gespenster, Serienmörder oder Mord und Totschlag. Trotzdem darf man diese Darstellungen nicht als grausam oder gewaltverherrlichend, sondern stets als ironisch und humorvoll bezeichnen. Der Tenor der Musik ist also immer positiv.
Thorsten Wilms bezeichnete Horrorpunk als „perfekte Mischung aus Punk-Rock, Rockabilly, Gothic und Heavy Metal, gepaart mit der Atmosphäre klassischer Horrorfilme und dem Trash-Faktor der 1950er Jahre Grusel-Comics. Horrorpunk ist düster und subversiv, aber gleichzeitig lebensbejahend und ein Garant für gute Laune.“

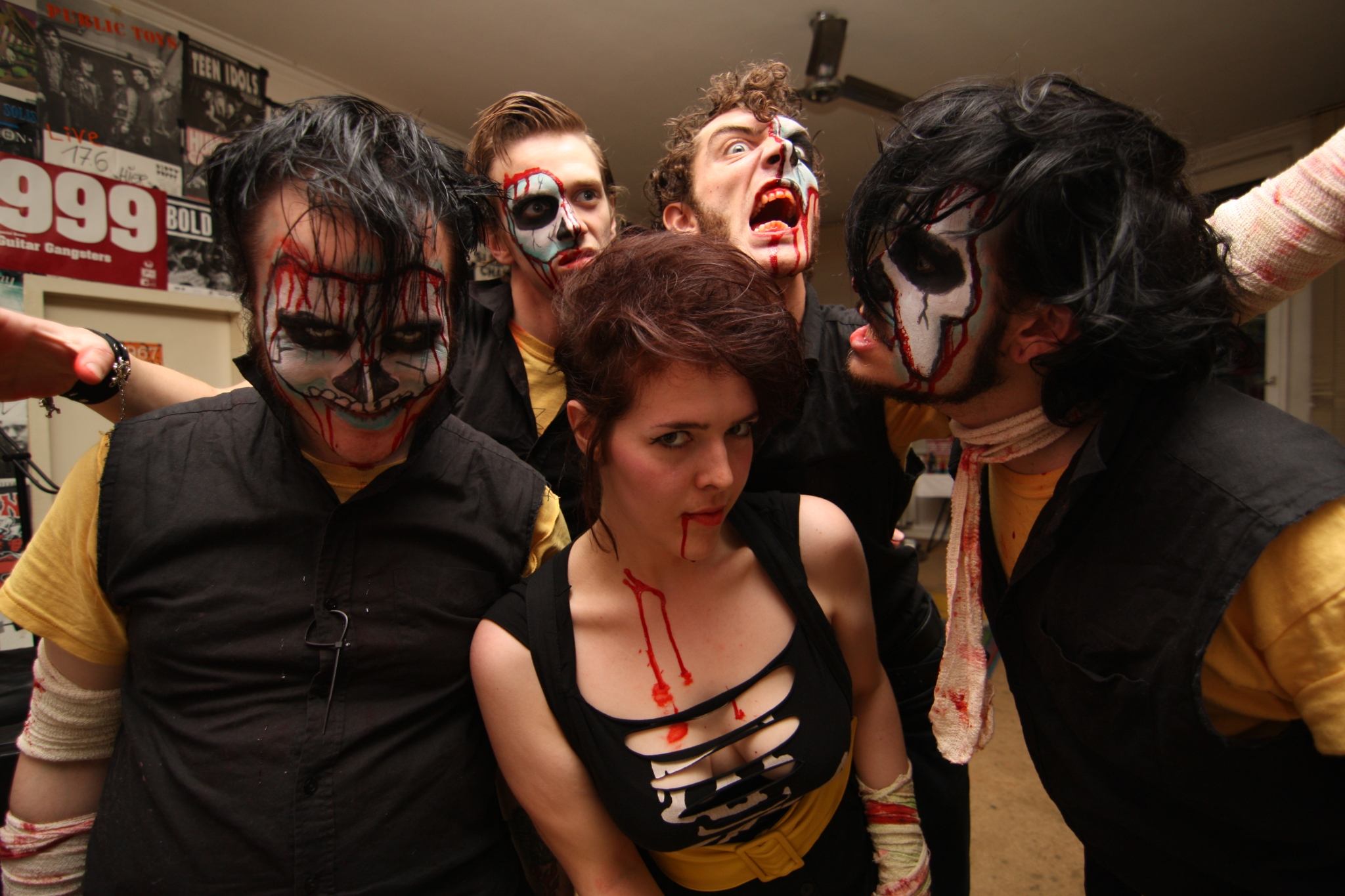
Zombina and the Skeletones (2008)

Zwar besingen viele Bands ausschließlich Filme, Filmmonster oder Themen aus Pulp und Schauerliteratur, dennoch bietet das Genre auch Möglichkeiten, subversiv gesellschaftskritische Themen, vergleichbar mit der Konsumkritik in George A. Romeros Dawn of the Dead, oder persönliche Erfahrungen zu umschreiben. So meinte „Dusty“ von der US-amerikanischen Horrorbilly-Band Stellar Corpses: „In jedem Fall gibt es immer einen Zusammenhang zwischen dem, was im Leben vor sich geht, und was im Horror reflektiert wird. Ich denke, Horror erlaubt es uns, sich mit tief verwurzelten Problemen und Themen auseinander zu setzen, darunter auch der Angst vor dem Tod, vor dem Älterwerden, vor fester Bindung und Verpflichtung.“ Auch Blitzkid versuchten in ihren Liedern kurze Geschichten zu erzählen sowie persönliche Erfahrungen zu verarbeiten: „In allen Liedern von uns ist ein emotionaler, persönlicher Inhalt vertreten – egal ob es offensichtlich ist oder nicht. Wenn du auf unser Make-up schaust, dann wirst du nur Zombies sehen. Aber wenn du auf unsere Texte achtest, dann findest du immer Parallelen zum Leben und allgemeinen Dingen in dieser Welt. Du musst einfach nur hinhören!“
Politische Aussagen finden sich in der Musik äußerst selten. Der Horrorpunk ist sehr eng mit dem Psychobilly verbunden und wie dieser weitgehend unpolitisch.

## Merkmale der Szene

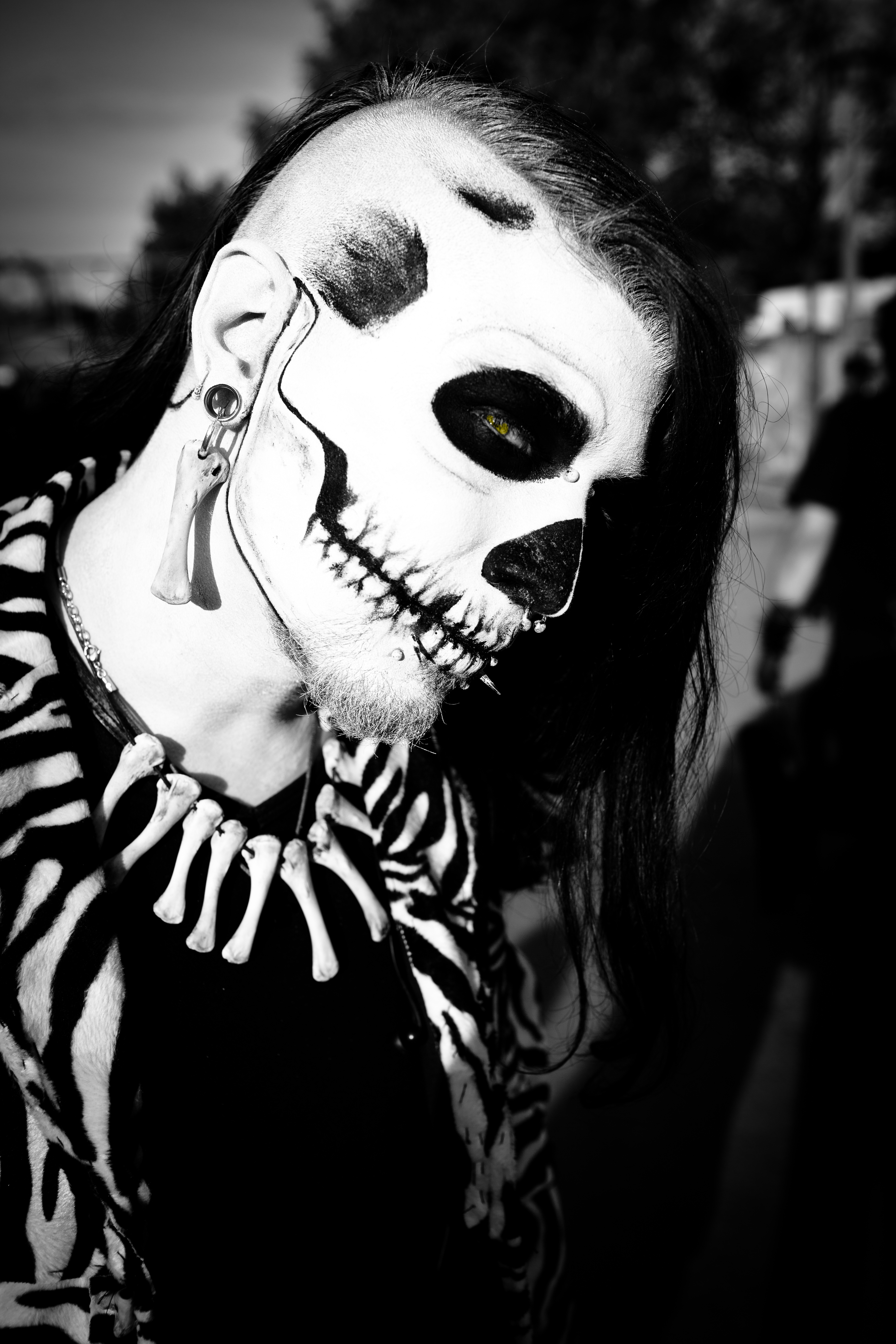
Horrorpunk-Fan beim WGT 2011

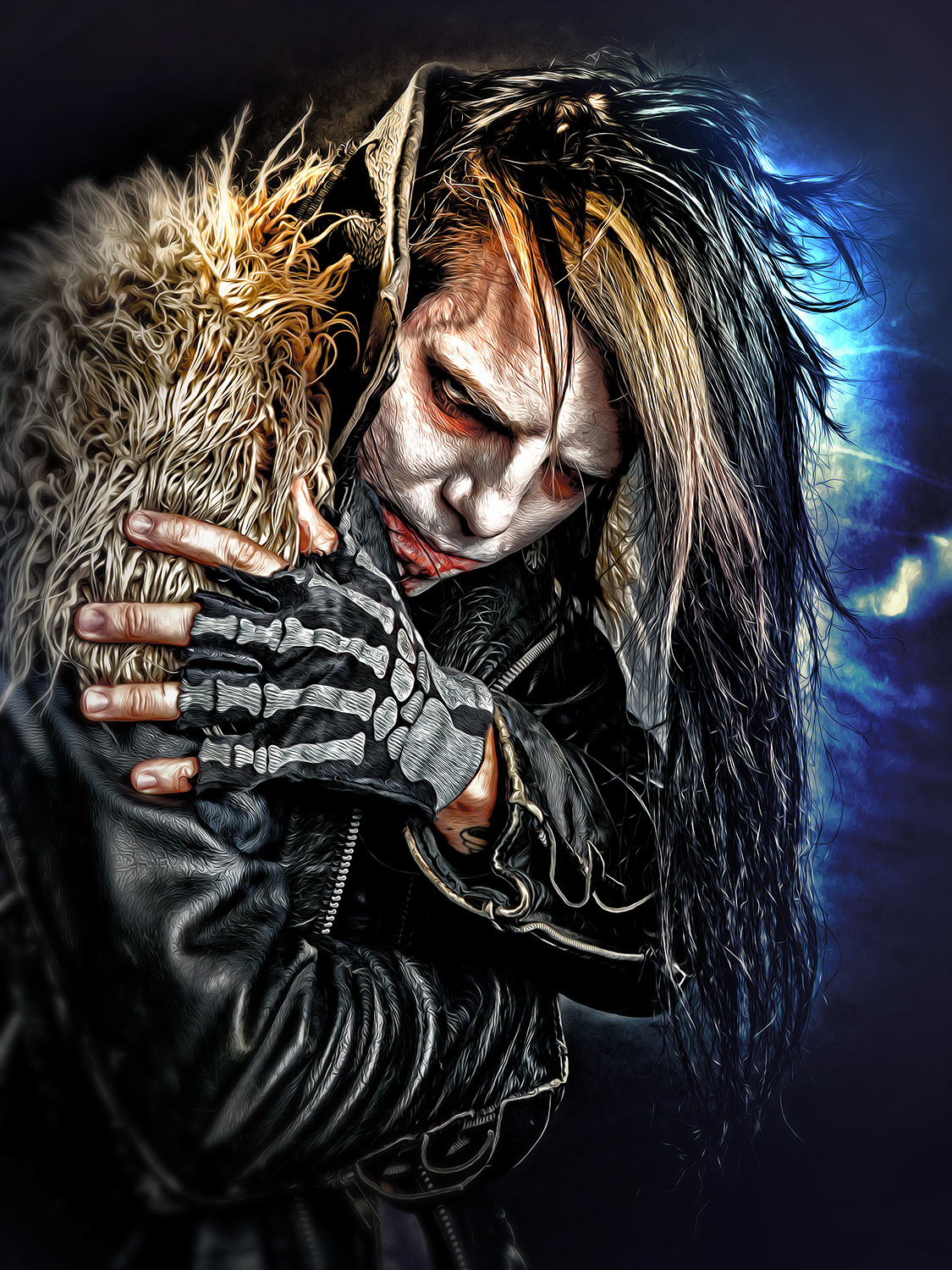
Argyle Goolsby (2015)

Ein häufig anzutreffendes Erkennungsmerkmal ist das von den Misfits geführte Maskottchen, der Crimson Ghost, ein in einen Kapuzenmantel gehülltes Gespenst bzw. stilisierter Totenschädel. Dies war ursprünglich eine Figur aus dem Horrorserial „Der Mann mit der Totenmaske“ von 1946. Die Misfits erschufen zudem die sogenannte „Devillock“, eine lange, extreme Version des Eddie-Munster-Haarschnitts, die zum Markenzeichen der Band und daher von vielen Fans übernommen wurde, wenngleich sie heute oft als Klischee angesehen wird.
Als Eigenbezeichnung nutzen Horrorpunks oft den Begriff Fiend, zu deutsch etwa Unhold oder Teufel. Die Horrorpunkszene umfasst auch Rockabillies und Psychobillies sowie Angehörige der Schwarzen Szene. Das Äußere entspricht somit dem Auftreten dieser Subkulturen (z. B. dem Greaser-Stil), trägt aber deutlich düsterere Züge. Das typische Horrorpunkoutfit ist zwar häufig bunter, dafür aber weniger durch Accessoires ausgeschmückt als bei einem modernen Goth. Anlehnungen an die Death-Rock-Szene sind bei weiblichen Horrorpunks oft offensichtlich. Das Spektrum ist zwar breit, reicht jedoch nie an den „versifften“ Stil einiger Punks heran.
Typisches Erscheinungsbild:
- schwarze, oft abgetragene Lederjacken, schwarze Kapuzenpullover sowie vor allem schwarze Kleidung
- Aufnäher und Anstecker der bevorzugten Bands
- T-Shirts mit Skelettmotiv, Horrorcomic- oder Bandmotiven
- Stretchjeans, Lederhosen oder einfache schwarze Hosen
- Ranger-Stiefel, Chucks oder Cowboystiefel
- Nieten in diversen Formen
- Frisur als „Devillock“, langer Sidecut oder Undercut (gewöhnlich „vorne lang, hinten kurz“, in der Mitte gescheitelt oder zur Seite überschlagen)
- Skeletthandschuhe

Halloween, der 31. Oktober, ist ein zentrales Thema und wird von Horrorpunks exzessiv mit Konzerten und Großveranstaltungen gefeiert. Halloween stellt in vielen Regionen Deutschlands die einzige Gelegenheit im Jahr dar, an reinen Horrorpunk-Veranstaltungen teilzunehmen. Zu anderen Feiertagen wie Karfreitag, den Sonnenwenden oder Fronleichnam hingegen existiert kein Bezug. Der Grund für das besondere Interesse des Horrorpunk an Halloween liegt auf der Hand. Halloween ist in den USA der Tag der Hexen, Geister, Toten, Monster und des Horrorkitsch.